# Gásadalur

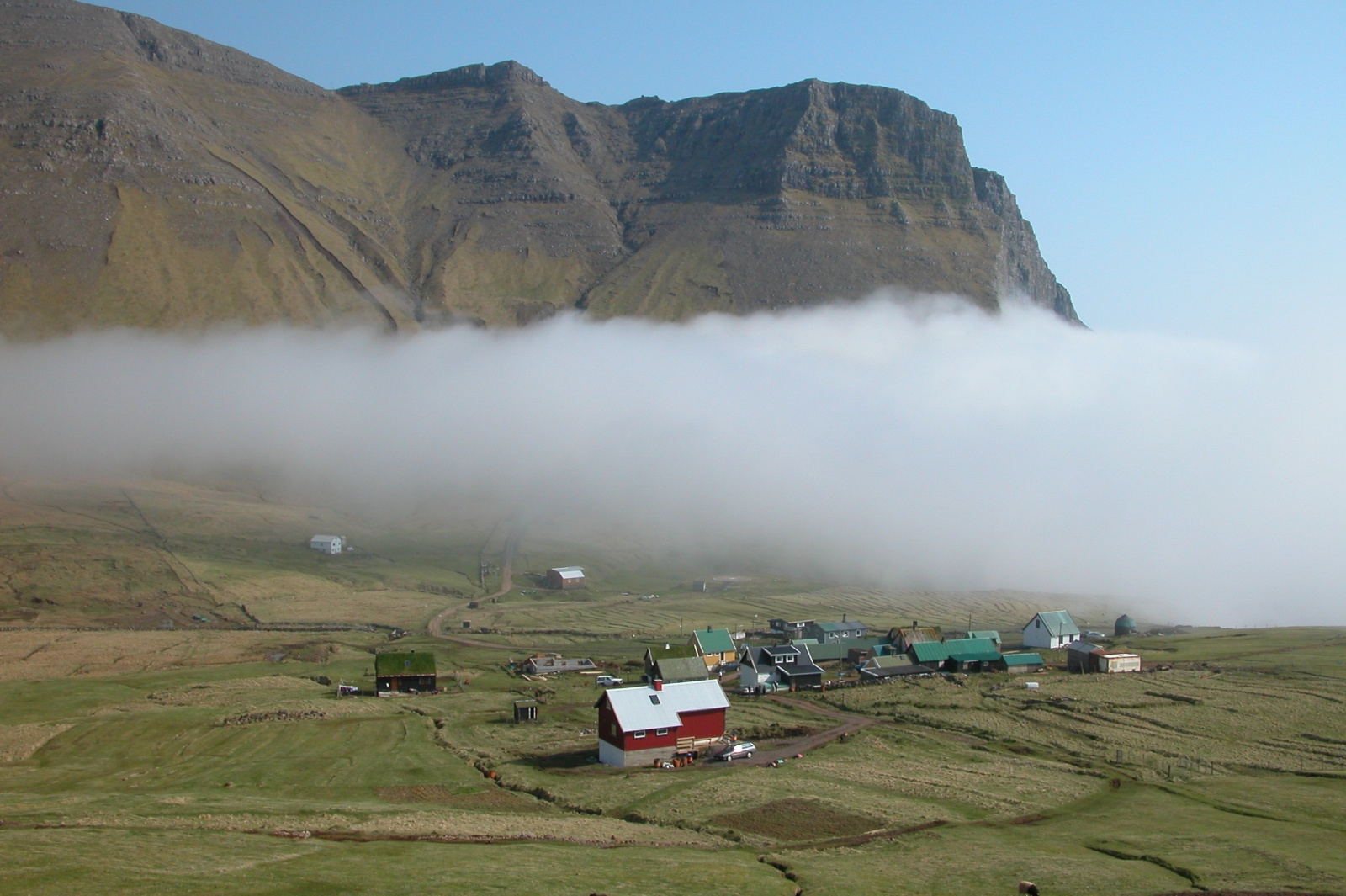
Blick auf Gásadalur von Westen aus. Diese Art von Nebel bei ansonsten sonnigem Wetter wird mjørki genannt.

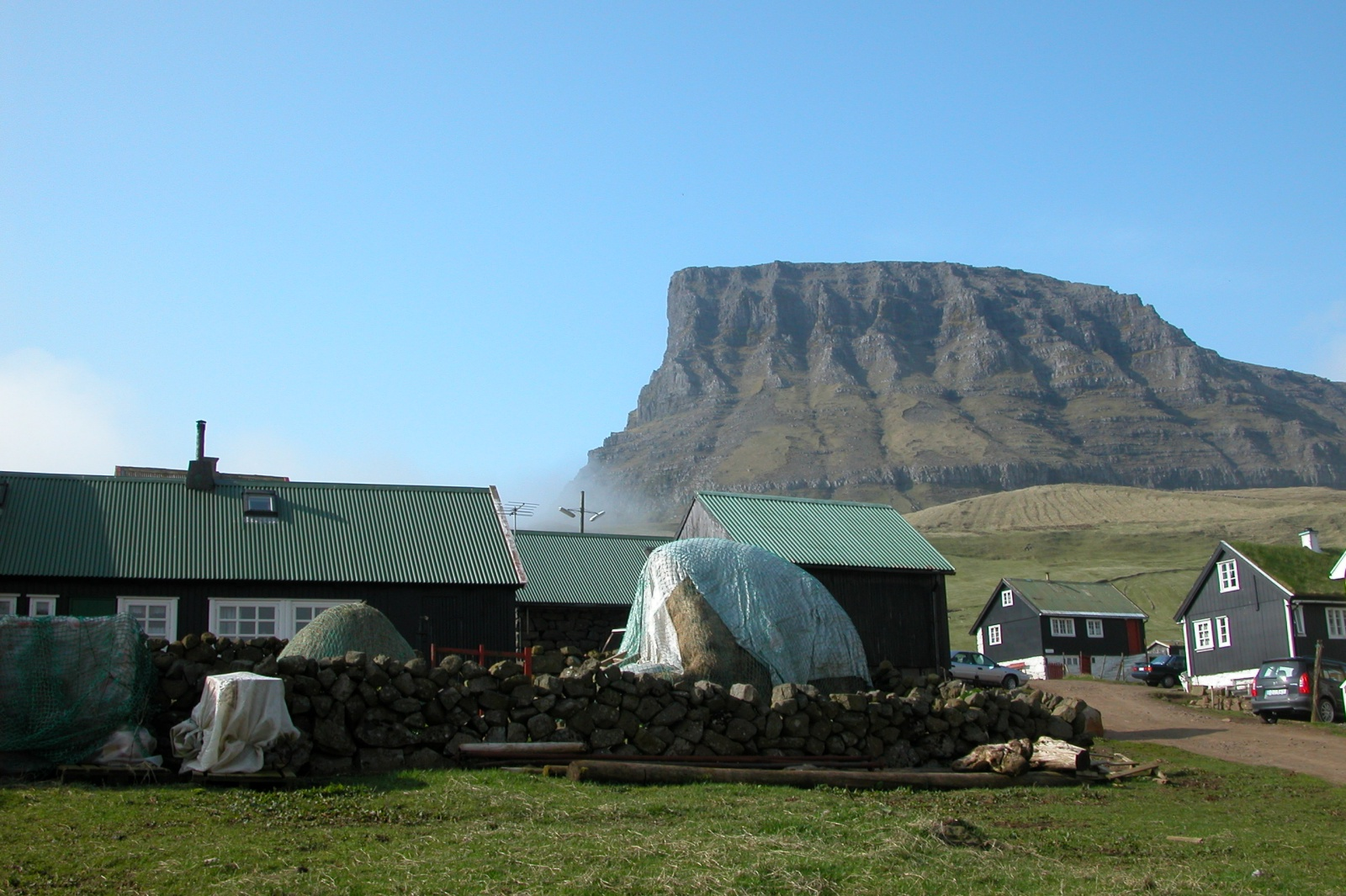
Berg Heinanøva (612 m ü. NN)

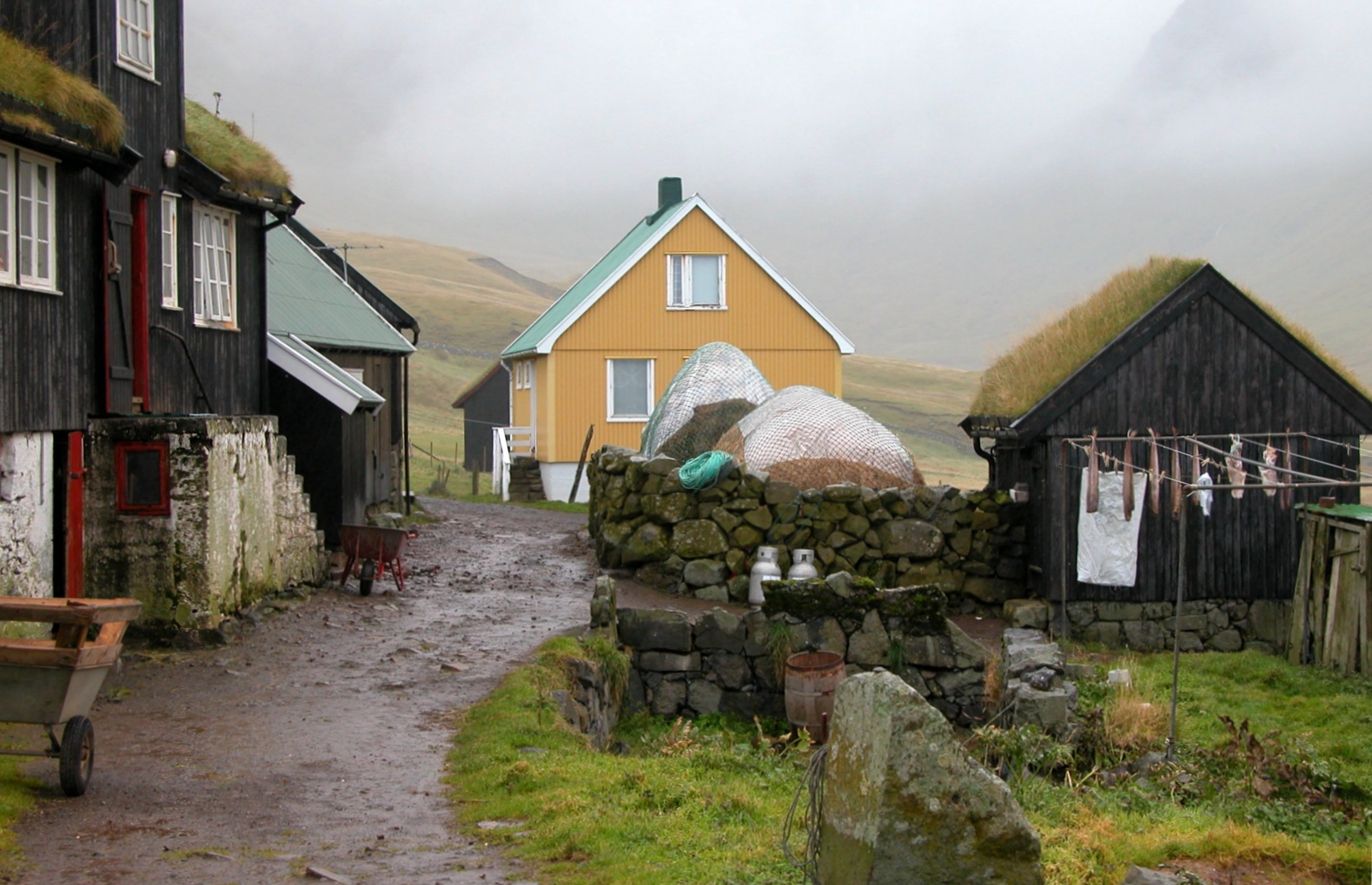
Dorfszene (rechts im Vordergrund hängt Stockfisch zur Lufttrocknung)

Gásadalur [ˈgɔaːsaˌdɛaːlʊɹ] „Gänsetal“ (dänisch: Gåsedal) ist ein Ort der Färöer im Westen der Insel Vágar. Er galt bis Anfang des 21. Jahrhunderts als einer der isoliertesten Orte Europas, da das Dorf nur zu Fuß oder per Hubschrauber erreichbar war. Dies änderte sich, als im Jahr 2003 der Gásadalstunnel eröffnet wurde. Am Rande des Ortes liegt der bekannte Wasserfall Múlafossur.

## Geografie
Gásadalur gehörte bis Ende 2004 zur inzwischen aufgelösten Bíggjar Kommuna. Es liegt hoch über dem Meer an der Westküste Vágars. Es stößt an den Mykinesfjørður und ist von den höchsten Bergen auf Vágar umgeben: im Norden vom 722 m hohen Árnafjall und im Osten vom 715 m hohen Eysturtindur. Nach Süden öffnet sich der Blick zu den Inseln Tindhólmur und Gáshólmur.
Die Schiffsanlegestelle ist seit jeher ungünstig, weswegen die Einwohner ihre Fischerboote stets in der Nähe von Bøur ließen. Während der britischen Besetzung der Färöer im Zweiten Weltkrieg wurde jedoch im Jahr 1940 eine Treppe gebaut, die hinab zum Meer führt.
Traditionell führt der Weg in die Außenwelt nur über den beschwerlichen Weg über einen Bergpass in mehr als 400 m Höhe. Später verkehrte ein Hubschrauber der Atlantic Airways.
Im Ort gibt es keine Kirche. Die alte Schule dient heute als Gemeindehaus.

## Geschichte
Eine Sage berichtet, dass der Name des Ortes mit einer Frau aus Kirkjubøur namens Gæsa zusammenhängt. Sie aß während der Fastenzeit Fleisch, was ein Sakrileg war. Sie bekam ihren gesamten Grundbesitz abgesprochen und ließ sich anschließend in diesem Tal auf Vágar nieder, das nach ihr benannt wurde. Andere Sagen aus dem Ort handeln meist von Elfen.
Wahrscheinlicher ist aber, dass der Name von den Gänsen stammt, die hier leben. Gásadalur heißt übersetzt Gänsetal.
Bevor 1873 der Friedhof angelegt wurde, wurden die Toten über den Pass nach Bøur getragen, wo sie bestattet wurden. Auf diesen Umstand weist heute noch der Líkusteinurin (dt. Leichenstein) hin.

## Tourismus
Der alte Wanderweg von Bøur nach Gásadalur ist heute in erster Linie von touristischem Interesse. Die 3,5 km lange Tour dauert ungefähr 2½ Stunden und wird als schwierig eingestuft. Der erste Teil des Weges führt direkt an der Kante des Berges entlang und bietet eine Aussicht auf Sørvágsfjørður, Tindhólmur, Gáshólmur und Mykines. Der Abstieg ins Dorf ist steil und es wird vor losen Steinen gewarnt. Gásadalur ist außerdem für den steilen Wasserfall Múlafossur am Rande des Ortes bekannt.
Siehe auch: Liste der Städte und Orte auf den Färöern

## Filme und Literatur
- 1700 Metres From the Future. Dänemark 1990, 84 min, Dokumentarfilm. Regie: Ulla Boje Rasmussen
  - 1700 meter fra fremtiden: en film om den færøske bygd Gásadalur. Statens Filmcentral, Kopenhagen 1990. – 32 S. (Begleitheft)
- Vilhelm Johannesen: Die Postgeschichte von Gásadalur. In: Neuheiten von den Färöern. Postverk Føroya,  3/2003., 26. April 2007, archiviert vom Original am 30. September 2007.